# Claude Rutault
Claude Rutault est un peintre français né le 25 octobre 1941 aux Trois-Moutiers (Vienne) et mort le 27 mai 2022 à Boulogne-Billancourt.

## Parcours

### Principes
En 1973, lorsque Claude Rutault entreprend de repeindre les murs de sa cuisine, il recouvre dans le même temps un petit tableau qu'il avait laissé là par inadvertance. Il lui apparaît alors manifeste qu'une toile et son mur cohabitent dans un rapport qui est loin d'être neutre et qu'il serait intéressant d'en rendre compte.
L'histoire de la peinture et de ses conditions d'existence va, dès lors, reprendre ses droits dans des considérations des plus simples aux plus fondamentales. D'abord, une toile tendue sur châssis, et peinte de la même couleur que le mur sur lequel elle est accrochée, tient de la fresque et du tableau réunis en une réalité immédiatement perceptible pour ce qu'elle est : ce n'est que de la peinture ! Sa facture est neutre, mécaniste et son mode de recouvrement uniforme ne présente aucun repère qui pourrait faire office de signature. La toile est la plupart du temps de format standard et le mur n'a qu'une fonction « murale ».
L'existence de sa peinture ne peut être qu'à durée limitée : lorsqu'un collectionneur décide de changer l'œuvre de place ou de repeindre l'appartement d'une autre couleur, un nouveau coup de pinceau lui donnera une nouvelle jeunesse et, du temps qui passe, elle ne subira pas l'affront.

### Décorations
- Officier de l'ordre des Arts et des Lettres (17 janvier 2013[4])
- Chevalier de la Légion d'honneur (13 juillet 2021)

## Expositions et commandes
- 1973 : Première toile peinte de la même couleur que le mur
- 1975 : Musée national d'Art moderne, Paris
- 1977 : documenta 6, Cassel
- 1978 et 1979 : Galerie Paul Maenz, Cologne
- 1978, 1979 et 1980 : Galerie Durand-Dessert, Paris
- 1978 : Galerie mtl, Bruxelles
- 1979 : Palais des beaux-arts de Bruxelles
- 1982 : 
  - documenta 7, Cassel
  - Biennale de Sydney
- 1983 : 
  - Arc 2, musée d'art moderne de la ville de Paris
  - Exposition collective « Best Of », Consortium de Dijon
- 1988 : « La couleur seule », Lyon
- 1989 : Musée de Gand
- 1992 : 
  - Musée national d'Art moderne, Paris
  - Consortium de Dijon
  - Musée de Grenoble
  - Watarium Museum, Tokyo
- 1993 : « Copier/Créer », musée du Louvre
- 1994 : 
  - Musée des beaux-arts de Nantes
  - Mamco, Genève
- 1995 : « Passions privées », musée d'art moderne de la Ville de Paris
- 1997 : Centre de création contemporaine Olivier Debré, Tours
- 1998 : « Premises », musée Solomon R. Guggenheim
- 2000 : 
  - « Claude Rutault chez Dominique Perrault », hôtel Berlier, Paris
  - Villa Savoye, Le Corbusier, Poissy
  - Commande publique pour l'église de Saint-Prim (Isère) ; l'œuvre est inaugurée en 2007.
- 2002 : 
  - Installation de TRANSIT dans une folie du parc de la Villette, Paris
  - Atelier Brancusi, musée national d'Art moderne, Paris
  - Musée d'art contemporain Astrup Fearnley, Oslo
  - Musée de Bergen
- 2006
  - « (p)réparations », Mamco, Genève.
- 2009 :
  - Le Creux de l'enfer, Thiers
- 2017 : Galerie municipale Julio González, Arcueil
- 2019 : Fondation CAB - Bruxelles
- 2023 : 
  - Réactivation de l’œuvre à l’adresse, collection Consortium Museum, Dijon
  - « 115 après J.-C. – 2023 », musée du Louvre[5],[6].

Claude Rutault est représenté par la galerie Emmanuel Perrotin.

## Publications
- Saint-Prim : 1999-2007, Paris, Éditions des Cendres, avec le concours du ministère de la Culture et de la Communication, 2008, 252 p. (ISBN 978-2-86742-156-3)
- Mes peintures ont la vie courte, mais elles ont plusieurs vies, Saint-Étienne, Les Presses du réel, 1994
- Marie-Louise, collection L'art en écrit, éditions Jannink, Paris, 1993

### Vidéo
- « Claude Rutault » sur l'Encyclopédie audiovisuelle de l'art contemporain.